# Flora de la Polinesia Francesa

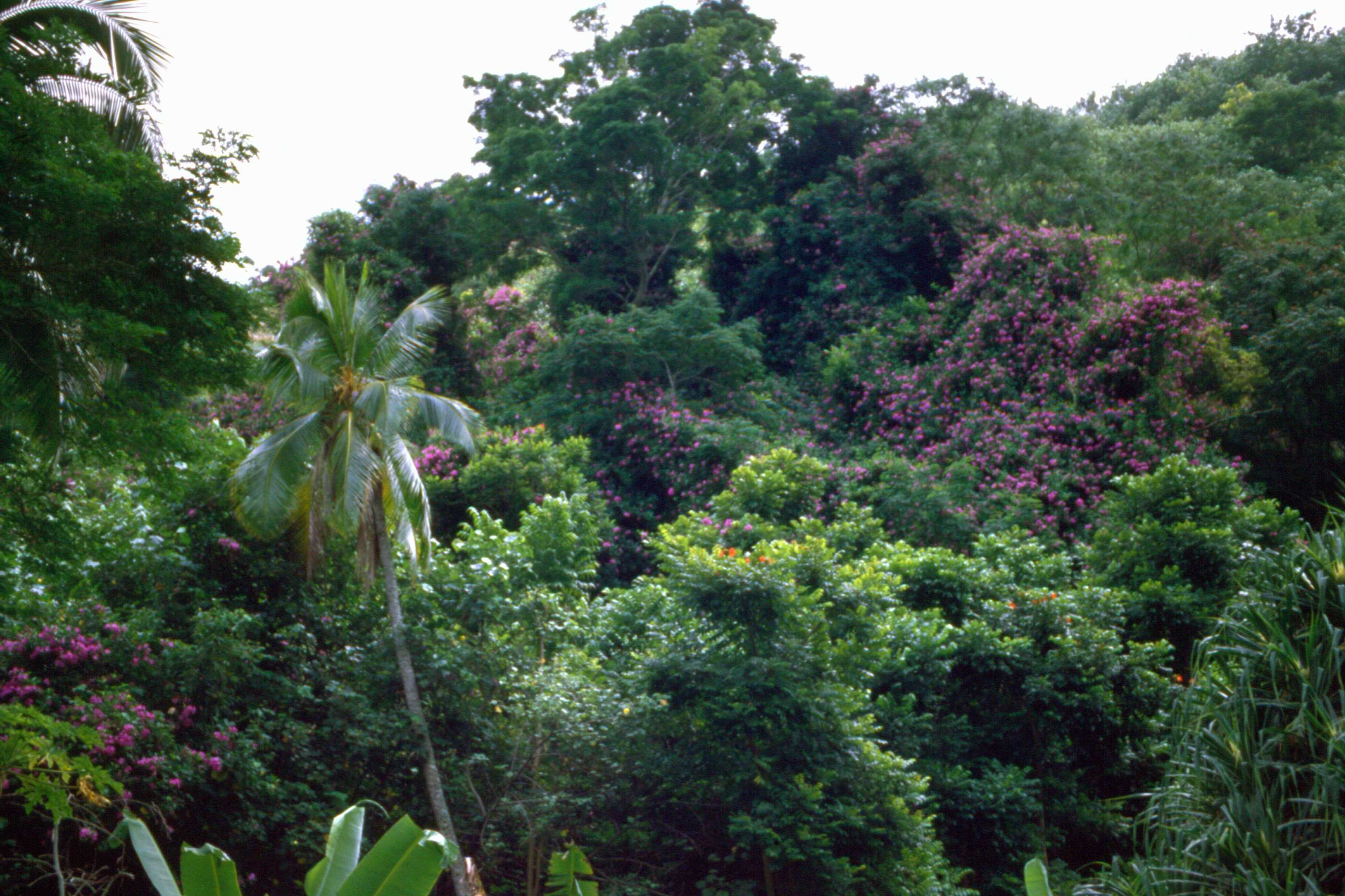
Vegetación en una selva de Tahití.

La flora de la Polinesia Francesa es la vegetación propia de las Islas Marquesas, el Archipiélago de las Tuamotu, las Islas de la Sociedad y las Islas Tubuai, situado en Oceanía. Por su tipo de vegetación, la Polinesia Francesa se encuadra dentro del reino floral paleotrópico.
La flora de estas islas es relativamente pobre en cuanto a diversidad de especies, debido su aislamiento geográfico. No obstante la mayoría de las islas están cubiertas por una exuberante selva tropical, por el suelo de origen volcánico, que es muy fértil, y el clima cálido y húmedo. Entre la vegetación de estas islas destacan los árboles del cocotero, el frutipan, la casuarina, el banano (particularmente la banana fe'i), el ceiba, el baniano, el ilañilán, el castaño del Pacífico (mape), el flamboyant y el pino del Caribe. Entre los arbustos destacan la tiaré (emblema de Tahití), el hibisco, el plumeria, la buganvilla, la gardenia, el jazmín y la adelfa.
La fruticultura es uno de los principales ingresos económicos de las islas en el sector agrario. En ellas podemos encontrar producción de mango, papayas, aguacates, pomelos, piñas, naranjas, cocos, plátanos y en menor medida taro y ñame.
World Wildlife Fund describe cuatro ecorregiones en las islas de la Polinesia Francesa: los Bosques tropicales húmedos de las Marquesas, la Bosques tropicales húmedos de las Islas de la Sociedad, la Bosques tropicales húmedos de las Tuamotu y los Bosques tropicales húmedos de las Tubuai.

## Factores condicionantes

Mapa de la Polinesia Francesa

### Situación geográfica
La Polinesia Francesa son un grupo de 118 islas volcánicas situadas al este del océano Pacífico, entre el ecuador y el trópico de capricornio, y concretamente entre los paralelos 28° S y 7° S y los meridianos 154° O y 134° O. Suman un total de 4.167 km² y se encuentran esparcidas sobre 2.500.000 km² de océano.
Se divide en cuatro grupos de islas bien diferenciados y separados: 
- En el extremo norte, las Islas Marquesas rozando el ecuador
- Al norte y el este, el Archipiélago Tuamotu, que cuenta con el mayor número de islas.
- En el centro-sur, las Islas de la Sociedad, donde vive la mayoría de la población. Aquí se encuentra Tahití, con la capital del país, Papeté
- Al sur, las esparcidas Islas Australes, también Islas Tuha'a pae o Islas Tubuai, son las más cercanas a la Antártida.

### Climatología
Las islas de la Polinesia Francesa tienen un clima tropical húmedo, con una temperatura muy estable y dos estaciones bien diferenciadas: la húmeda (verano austral) y la seca (invierno austral). La zona norte se ve afectada por El Niño y el sur por el viento Maraamu, un viento marítimo local que proviene del SE y que trae consigo el frío de la Antártida.
Ocasionalmente se producen ciclones tropicales a principios del año.

### El suelo y el relieve

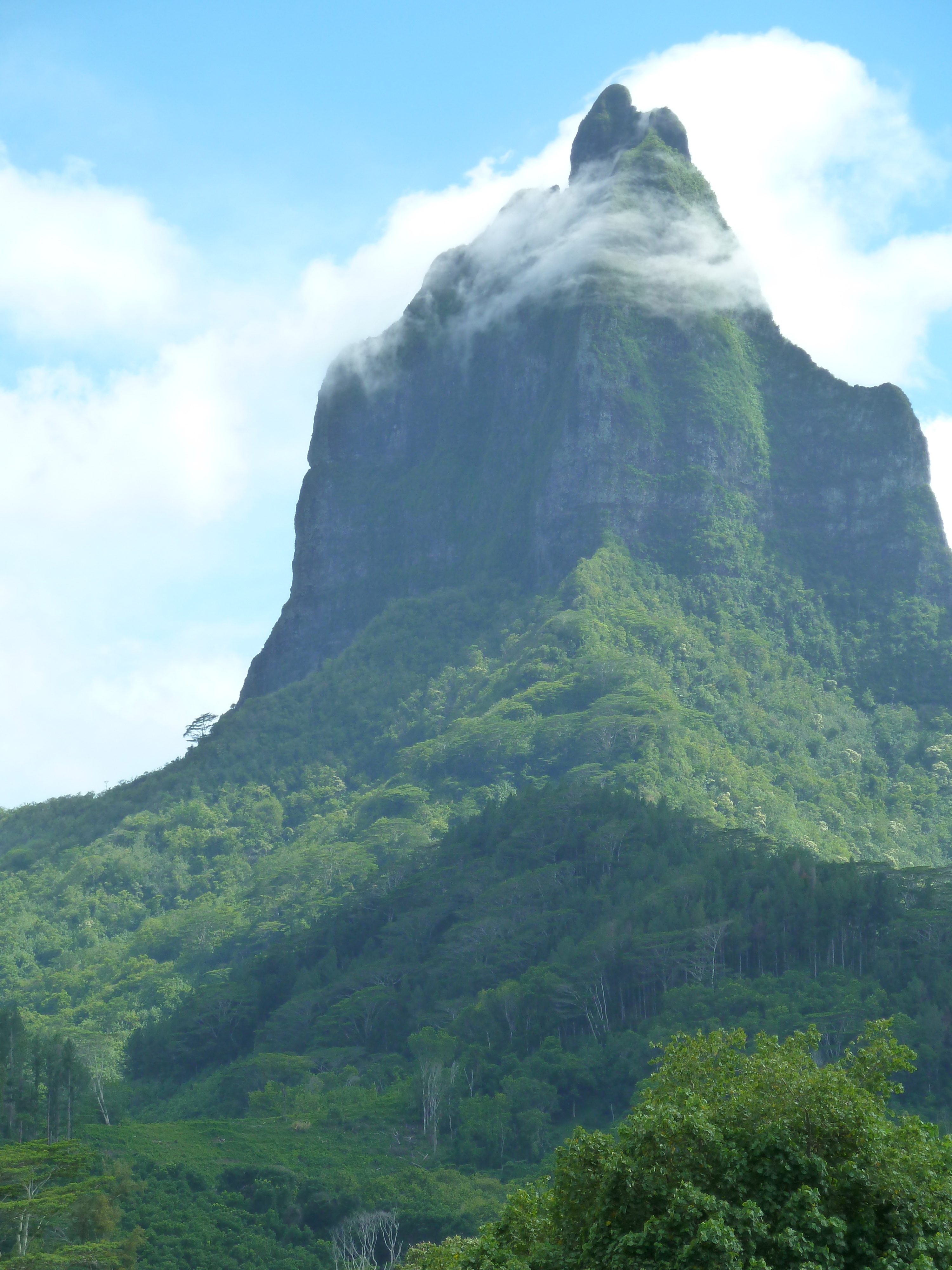
Mt Tohivea en Mo'orea.

Existen dos grupos de islas bien diferenciadas: los atolones, que generalmente no superan los 5 m s. n. m. y las islas altas (expresión del tahitiano, rahimotu), las cuales son muy montañosas y alcanzan altas altitudes, como la isla de Tahití, cuyo punto más alto es el Monte Orohena con 2.241 m de altura. Los atolones son la evolución natural de las islas altas, que a lo largo de miles de años van sumergiéndose de nuevo en el mar. Las islas suelen estar rodeadas por arrecifes de coral.
Las islas Marquesas, las cuales de formaron hace 6'3-1'3 millones de años, son todas islas altas sin arrecifes de coral, como Nuku Hiva o Hiva’Oa. Son muy montañosas y de difícil acceso. En cambio, las islas del archipiélago Tuamotu, como Fakarava o Rangiroa, son todas atolones con arrecifes, a excepción de Makatea que es una isla alta. En las islas de la sociedad, algunas islas son altas y jóvenes (de 2'5 a 3 millones de años) como Tahití y Mo'orea, y otras son más antiguas como Bora Bora y Maupiti (de 3 a 4 millones de años). Aun así, todas están rodeadas de arrecifes de coral excepto Mehetia. En las islas Australes, todas las islas son de edad media, altas y con arrecifes de coral, a excepción del islote María, que es un atolón.

## Acción humana

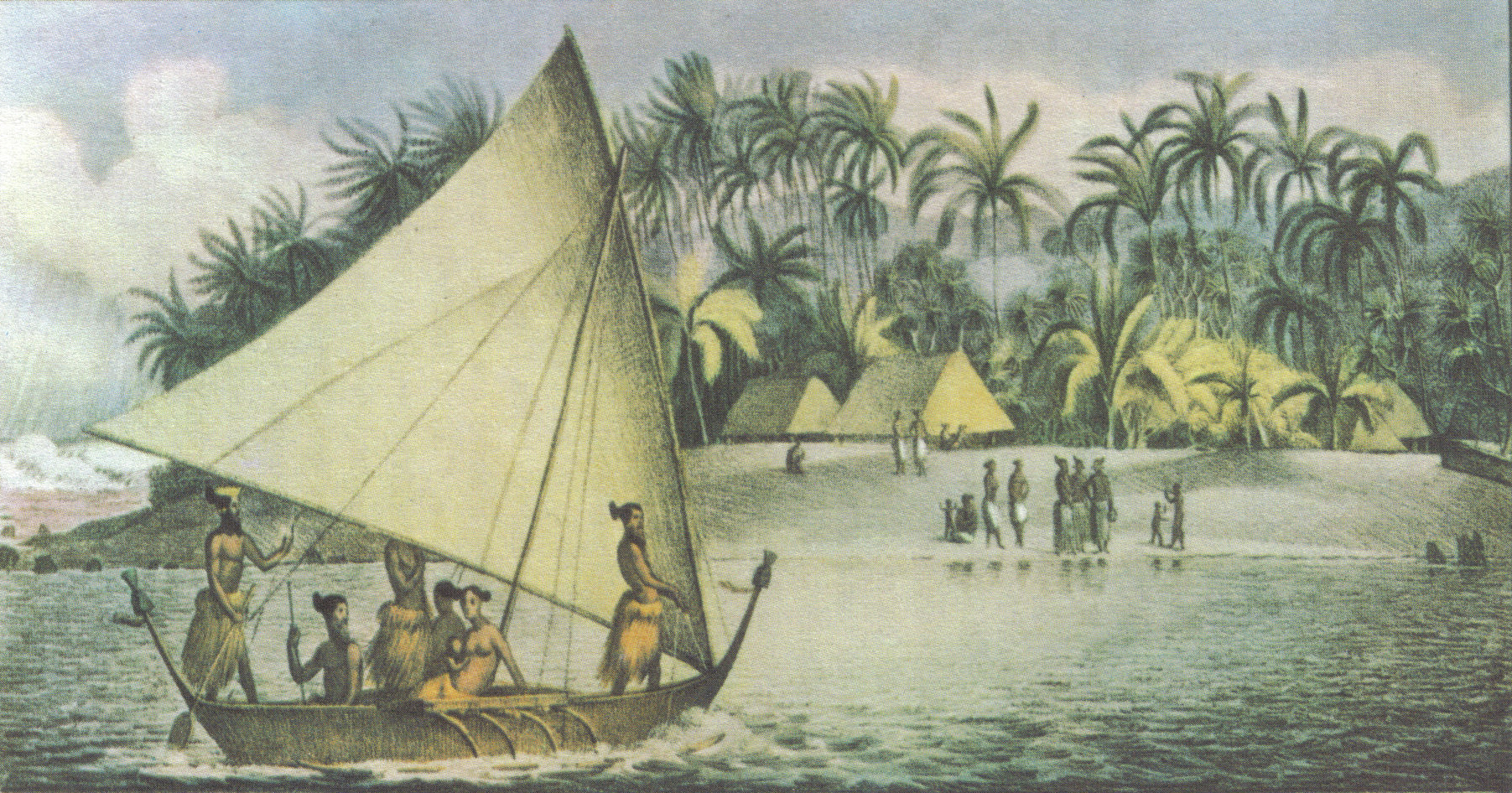
Habitantes de la Polinesia Francesa por Louis Choris, 1816.

La acción humana ha sido decisiva para la flora de la Polinesia Francesa. El porcentaje de especies endémicas de las islas es muy pequeño. Los humanos introdujeron numerosas especies, ya sea por sus usos, por ser comestibles o por ornamentación. 
Desde Tonga y Samoa llegaron los primeros seres humanos a las islas, concretamente a las islas Marquesas, en el año 300 d. C. aproximadamente. Las siguientes olas migratorias se establecieron en las Tuamotu y Tahití en el 800 d. C., y finalmente en las Tuha'a Pae. Estas poblaciones polinésicas trajeron consigo plantas comestibles como el cocotero, el mape, el árbol del pan o uru, el ñame, la caña de azúcar, el banano y la pomarrosa. Todos ellos de origen indo-malayo.
En el 1521, llegó a Pukapuka la primera exploración europea, la expedición Magallanes-Elcano. Desde ese momento y en adelante, los europeos, traerían nuevas plantas de origen europeo, pero sobre todo americano como el mango, la vainilla, el aguacate, el limonero o el tamarindo. Además de otras flores ornamentales, ya que hasta el momento los tahitianos sólo conocían la tiaré y la pua-kenikeni.

## Biodiversidad

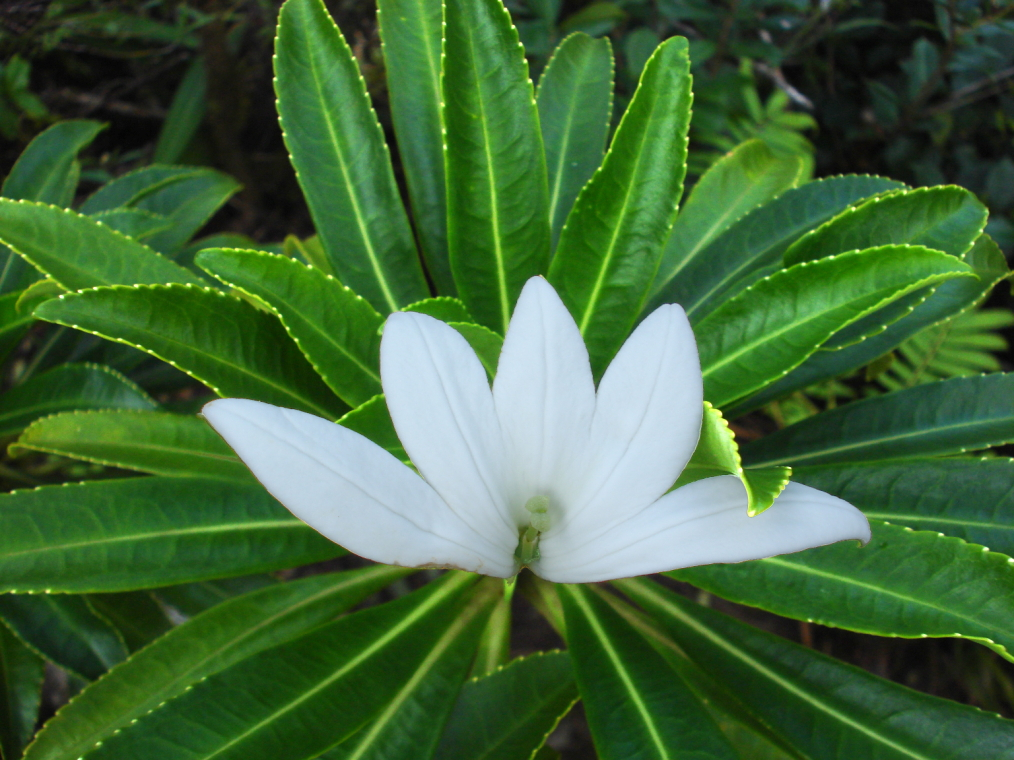
Flor del apetaya (Apetahia), endémica de la Polinesia Francesa.

Según World Wildlife Fund (WWF), el 42% de las 320 plantas vasculares nativas de las islas son endémicas. Algunos géneros de plantas vasculares endémicas de la Polinesia Francesa son: Pelagodoxa, Apetahia, Lebronnecia, Haroldiella, Plakothira, Pacifigeron, Metatrophis y Oparanthus.
De la familia de las orquídeas (Orchidaceae) se conocen 3 especies que son endémicas: Oberonia tahitensis, Taeniophyllum elegantissimum y Bulbophyllum tahitense. 
Otras plantas también endémicas incluyen Pritchardia pericularum, Serianthes rurutensis, Macaranga raivavaeensis, Nicotiana fatuhivensis, Acalypha raivavensis, Lepinia taitensis, Erythrina tahitensis, Chamaesyce atoto, Pittosporum raivavaeense, Sophora mangarevaensis y Cyrtandra nukuhivensis.

## Historia natural

Migración de la flora durante el plioceno desde Malasia hasta Polinesia.

Las islas de la Polinesia Francesa se formaron entre finales del mioceno o principios del plioceno y el pleistoceno. El botánico estadounidense Edwin Bingham Copeland fue uno de los primeros científicos en estudiar la flora de las islas. Concluyó que la región Malaya (el sur de Asia; Malasia e Indonesia), fue el origen de la vegetación en las islas de Papúa, Salomón, Nueva Zelanda y finalmente el resto de la Polinesia.
No obstante, no fue el único punto desde el cual migró la flora a la Polinesia Francesa. Copeland descubrió que los helechos de la familia Hymenophyllaceae y las Rubiaceae, existentes hoy en día en la Polinesia, tienen un origen antártico. Así lo demuestran evidencias fósiles en la Isla de Chiloé. No obstante, el contacto entre la Polinesia y la Antártida cesó hace alrededor de 20 millones de años.
La teoría científica más ampliamente aceptada es que la flora polinésica (y de Oceanía en general, exceptuando la flora de Australia) proviene del sur de Asia, ya que los nichos ecológicos en ambas regiones son ocupados por plantas emparentadas. Además, a medida que se avanza hacia el este, se puede ver un declive en la biodiversidad: mientras que Malasia tiene catalogadas 23.500 especies de plantas, Papúa tiene 5.000, Nueva Caledonia tiene 3.250 y la Polinesia Francesa sólo 1.000.

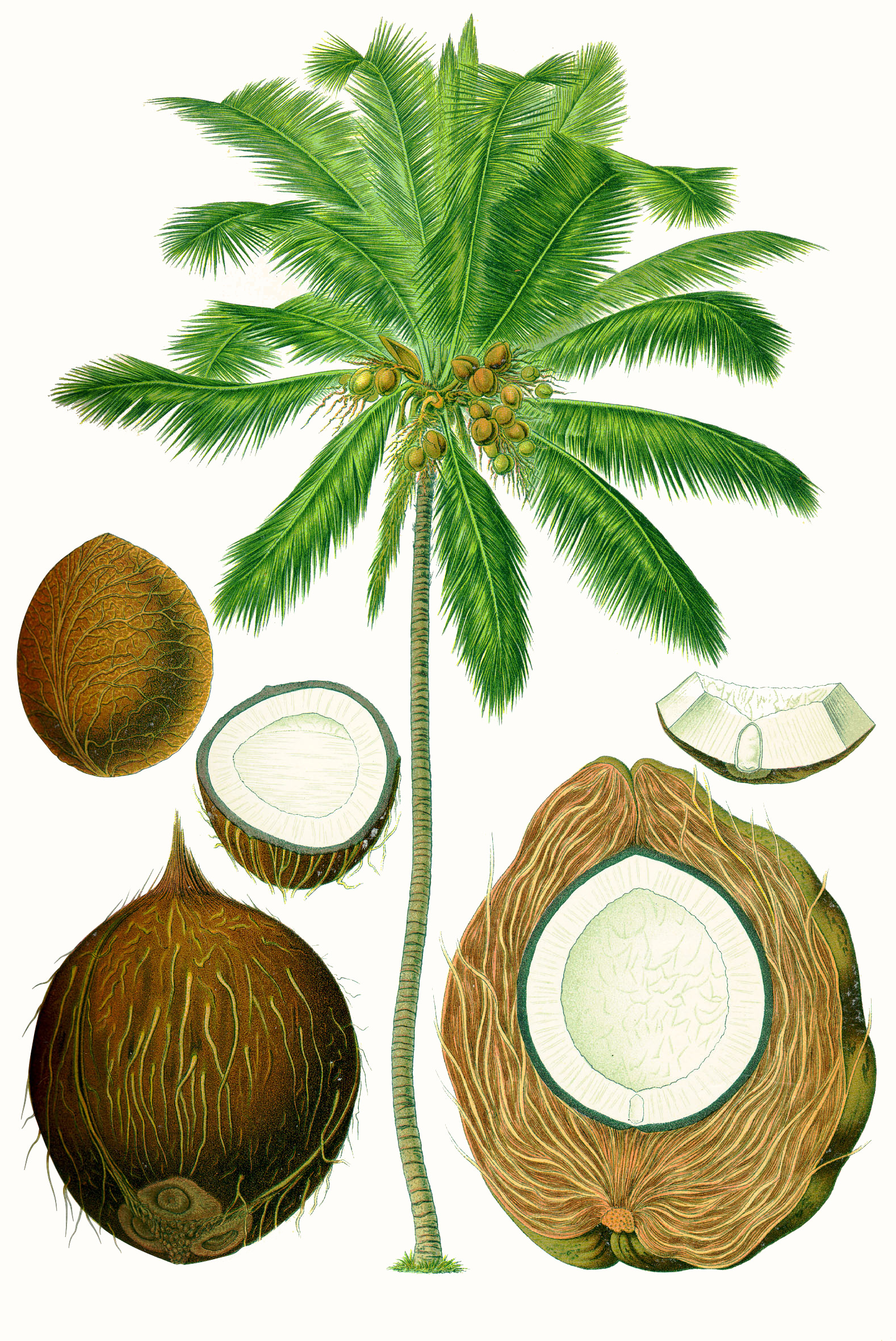
Ilustración botánica del cocotero (Köhler, 1887). Los cocos llegaron a las islas de la Polinesia Francesa flotando en el océano.

Algunas especies como la Casuarina equisetifolia o la Cocos nucifera cruzaron el océano gracias a la capacidad de sus semillas de flotar en el agua y poder naufragar hasta encontrar una playa donde echar raíces. Al parecer, el viento y las aves también ayudaron en la colonización.

### Investigación botánica
Los primeros exploradores europeos en las islas fueron españoles y portugueses, no obstante no se tiene constancia de algún estudio de la naturaleza de las islas. El naturalista británico Joseph Banks acompañó en 1769 al explorador James Cook en su viaje a bordo del HMB Endeavour por el océano Pacífico sur, y se le considera el primero en estudiar la vegetación tahitiana. 
En el 1789 se da el conocido motín del HMS Bounty, un barco al mando del comandante William Bligh que tenía como destino Tahití para estudiar la flora de la isla, en especial el árbol del pan. Los tripulantes del barco, maravillados por los paisajes, las mujeres y la vida polinésica decidieron amotinarse contra el comandante y quedarse en la polinesia.

## Tipos de vegetación

### Islas

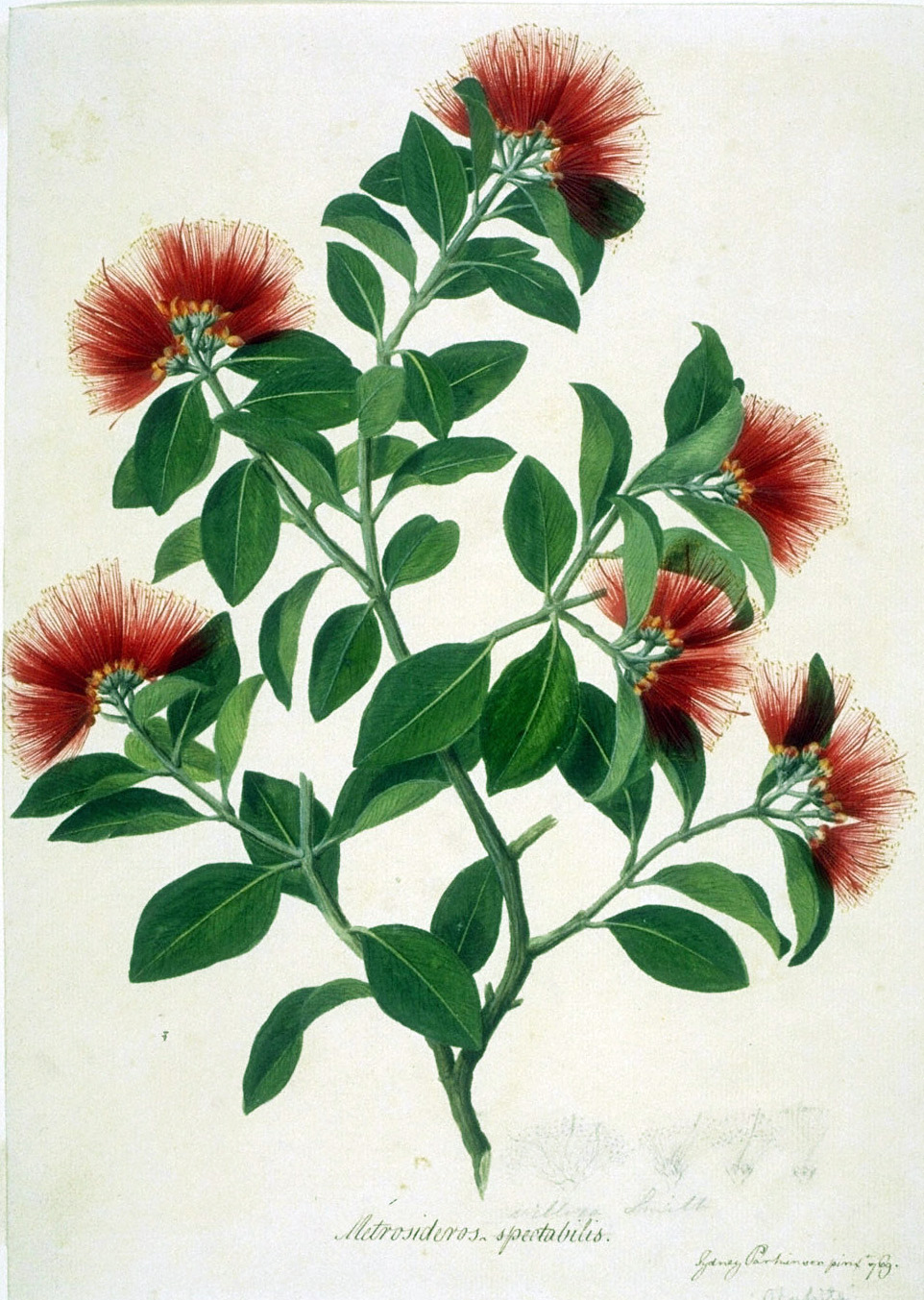
El llamado anochecer tahitiano (Metrosideros collina) es endémico de la Polinesia Francesa y muy común en todos los ecosistemas francopolinesios.

Las islas Marquesas están cubiertas por una exuberante selva tropical húmeda y, debido a su relieve montañoso, la vegetación varía considerablemente dependiendo de la altura y las precipitaciones. En las tierras bajas (inferiores a los 300 m s. n. m.), donde las precipitaciones no llegan a los 2.000 mm anuales, se pueden encontrar principalmente Pisonia grandis, Thespesia populnea, Calophyllum inophyllum y Terminalia glabrata. Los bosques tropicales secos se encuentran especies de los géneros Hibiscus, Pandanus, Thespesia y Cordia.
Los bosques a elevación media (entre 300 y 800 m), donde las precipitaciones rondan los 2.000-3.000 mm anuales, están dominados por Hibiscus tiliaceus, Pandanus tectorius, Alphitonia marquesensis y Weinmannia parviflora, y el sotobosque está formado principalmente por Angiopteris evecta y Cyclophyllum barbatum. 
En las elevaciones ligeramente más altas, los bosques están dominados por Hernandia nukuhivensis, Cyathea affinis y Cyathea feanii en zonas húmedas, y Metrosideros collina y Weinmannia parviflora en zonas secas. Por encima de los 1.000 m, los bosques están condicionados por el frío. En éstos crecen Cheirodendron bastardianum, Ilex anomala, Metrosideros collina y Freycinetia arborea. Las zonas por encima de los 1.200 m son más secas y sufren fuertes viento regularmente, por lo que las plantas no superan el metro de alto. En las cimas montañosas se localizan Metrosideros collina, Vaccinium cereum, Styphelia tameiameiae y especies de Bidens.

### Atolones
Las plantas vasculares que habitan en los atolones deben aguantar fuertes vientos constantes así como suelos pobres en nutrientes. Por lo general, son árboles resistentes a las sequías como las especies de Pandanus y Cocos. A pesar de que la vegetación en los atolones del pacífico pueda parecer exuberante, el número de especies vegetales nativas no llega a 15. No obstante, se calcula que menos de la mitad de los vegetales en los atolones son nativos.
Un ejemplo de planta importada es el Colocasia esculenta (vulgarmente conocido como «taro»), que se planta como hortaliza.

### Manglares

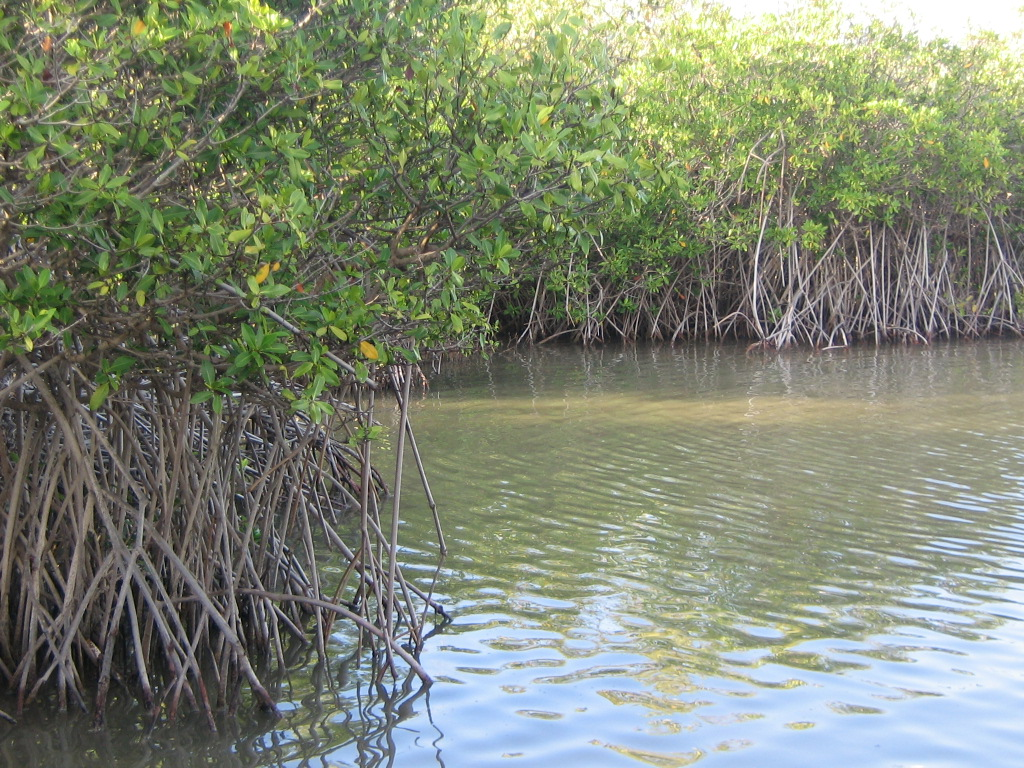
Manglar de Rhizophora mangle (mangle rojo).

Existe un número significativo de manglares a orillas de lagos y playas. La Rhizophora mangle o mangle rojo tiene la capacidad de echar raíces incluso en agua marina. Entre las raíces de estos árboles hay un ecosistema único, ya que ofrecen protección a aves y peces. Los sedimentos que trae el mar quedan atrapados entre las raíces del manglar de forma que éste consigue nuevos terrenos en los que echar nuevas raíces.
No obstante, en las últimas dos décadas las áreas cubiertas por manglares se han visto enormemente reducidas.

### Marina

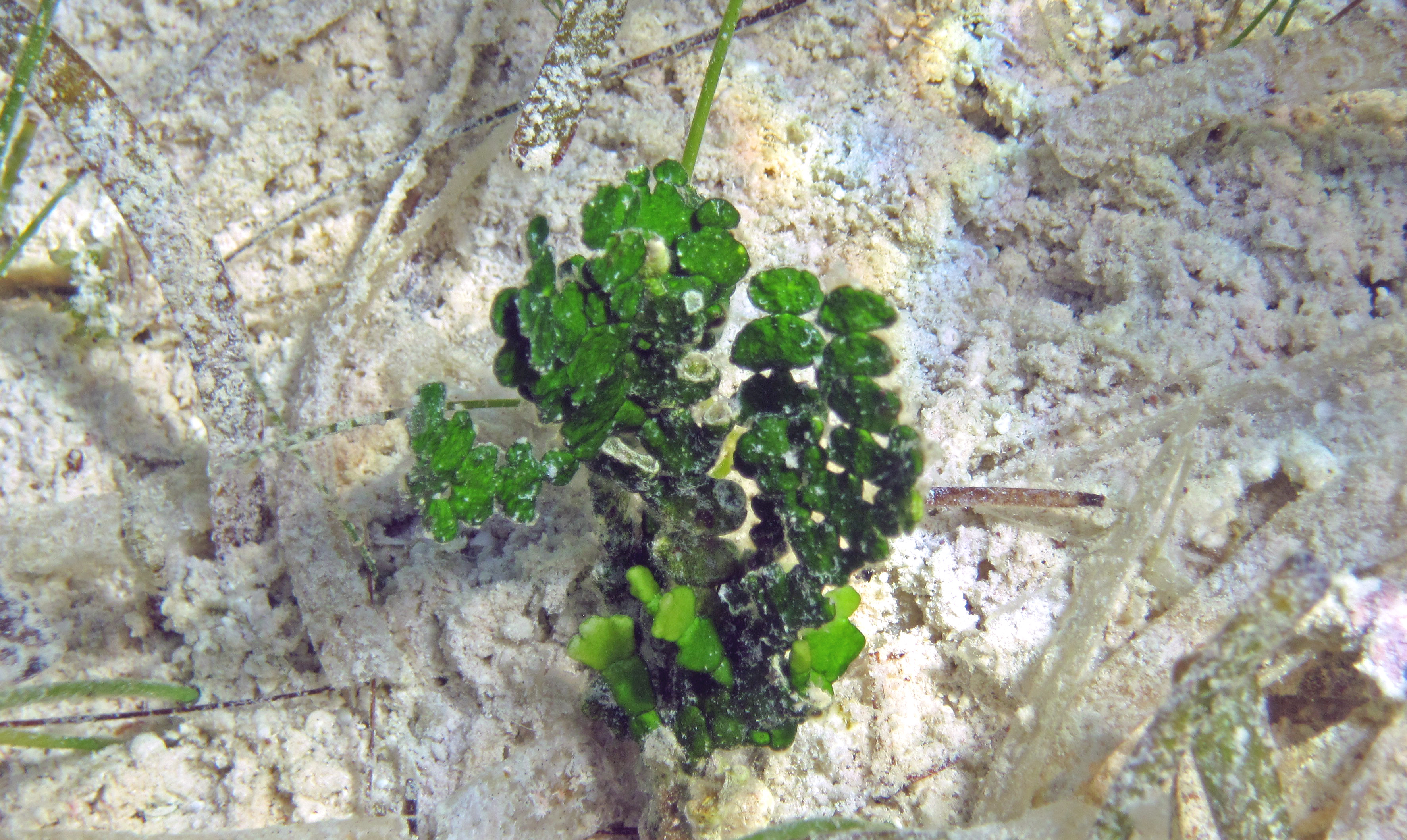
espécimen de Halimeda incrassata.

La Polinesia tiene una importante biodiversidad marina. Las algas, junto con los arrecifes de coral son el sustento de muchos animales como crustáceos y peces. Las plantas marinas más comunes en el océano Pacífico sur son las especies de los géneros Caulerpa, algas verdes que se encuentran en la arena de la playa o las rocas y Halimeda, otra alga verde que crece en matorrales de la costa.
No existe un estudio exhaustivo sobre las algas de las Islas, pero las más comunes son Acanthophora spicifera, Actinotrichea fragilis, Amphiroa fragilissima, Avrainvillea erecta, Boodlea kaeneana, Caulerpa racemosa, Caulerpa serrulata, diferentes especies de Ceramium, Cheilosporum acutilobum, Chnoospora implexa, Cladophora patentiramea, Codium geppiorum, Codium fragile, Colpomenia sinuosa, Dictyota bartayresiana, Dictyota friabilis, Dictyota hamifera, Enteromorpha flexuosa, Galaxaura fasciculata, Grateloupia filicina, Halimeda incrassata, Halimeda opuntia, Hydroclathrus clathratus, Hypnea pannosa, Hypnea spinella, Lithophyllum kotschyanum, Neogoniolithon frutescens, Padina boryana, Peyssonnelia inamoena, Rosenvingia intricata, Sargassum mangarevense, Spyridia filamentosa, Symploca hydnoides, Turbinaria ornata y Ulva lactuca.

## Amenazas

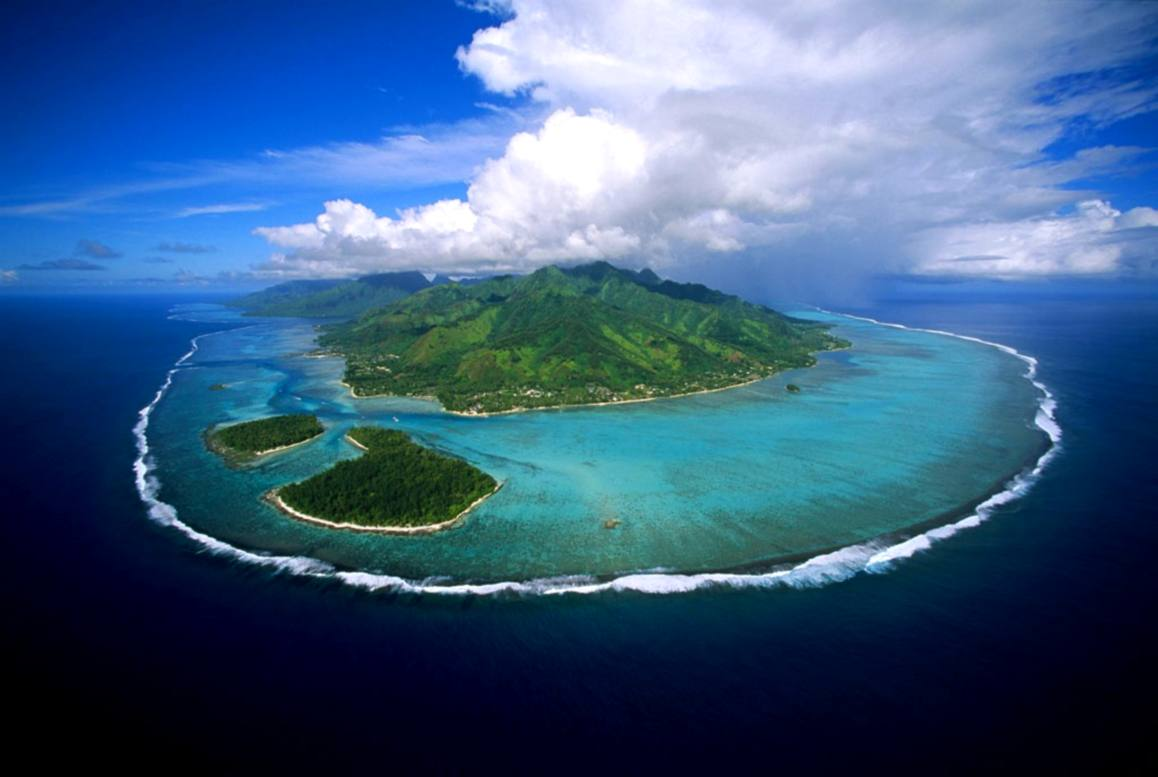
Vista aérea de la isla de Mo'orea con el arrecife.

WWF determinó que el estado de la flora de las Islas Marquesas era «crítico/en peligro». Las principales amenazas son el cambio climático y la urbanización de las costas con resorts y hoteles.
La isla de Mo'orea, a 16 km de Tahití, tiene una importante área de arrecifes coralinos declarados por la UNESCO como sitio RAMSAR. El abuso de los recursos naturales de la isla con fines turísticos hace que estos arrecifes se encuentren en peligro.
La agricultura no presenta una amenaza medioambiental mayor ya que sólo un 6.28% del terreno es arable.
Una importante amenaza para la vegetación de la Polinesia Francesa es la introducción de animales herbívoros, como se dio en el siglo XIX por los europeos. La flora de las islas nunca conoció animales que se comiesen sus hojas, así que se han desarrollado sin pinchos, espinas o venenos. Estas plantas no tienen ningún método de defensa frente a caballos, cabras, ovejas y otros animales de origen europeo.

## Conservación y áreas protegidas
Desde 1952, el gobierno francés ha ido estableciendo áreas terrestres protegidas en la Polinesia Francesa y desde 1971, lo ha hecho también con áreas marinas. Hasta 2016, se han creado 192 sitios naturales, bajo las categorías de:
- Área salvaje o reserva estrictamente natural (I).
- Parque territorial (II).
- Monumento natural (III).
- Área regulado de especies o hábitas (IV).
- Paisaje protegido (V).
- Área protegida de recursos regulados (VI).

Destacan la reserva de la biosfera de los atolones Fakavara, y la zona RAMSAR de la Laguna de Mo'orea, el cual forman 5,000 ha de terreno protegido.